# Кирпильский лиман
Кирпи́льский лима́н — водоём в составе Кирпильской группы Ахтарско-Гривенской системы кубанских лиманов. В некоторых источниках делится на две части: южную (Большой Кирпильский лиман) и северную (Малый Кирпильский лиман).
Лиман расположен в 14 км к югу от города Приморско-Ахтарск. Площадь акватории составляет 72 км², максимальная глубина — 1,8 м. Прибрежная полоса густо покрыта влаголюбивой растительностью. Водоснабжение лимана осуществляется через Джерелиевский главный коллектор и Гривенский опреснительный канал.
Кирпильский лиман — одно из рыбопромысловых угодий Ахтарско-Гривенской системы.
Код ГВР — 06010000315608100002856.